# Thibaultové
Thibaultové (1922–1940, Les Thibault) je osmidílný románový cyklus a nejvýznamnější dílo francouzského spisovatele Rogera Martina du Garda, nositele Nobelovy ceny za literaturu za rok 1937. Jednotlivé díly mají tyto názvy:
- Le Cahier gris (1922, Šedý sešit),
- Le Pénitencier (1922, Polepšovna),
- La Belle Saison (1923, Rozkvět),
- La Consultation (1928, Ordinace),
- La Sorellina (1928, Sorellina).
- La Mort du pere (1929, Otcova smrt),
- L'Été 1914 (1936, Léto 1914),
- L'Épilogue (1940, Epilog).

Na tomto svém románu-řece (jak se také takováto díla označují) pracoval od roku 1920 a k jeho napsání mu byla vzorem Vojna a mír Lva Nikolajeviče Tolstého a také Jan Kryštof Romaina Rollanda. Zobrazil v něm společenský život ve Francii na přelomu 19. a 20. století, v době před první světovou válkou a především během ní. Především za sedmý díl tohoto cyklu, za Léto 1914 obdržel Roger Martin du Gard roku 1937 Nobelovu ceny za literaturu.

## Prvních šest dílů cyklu
Románový cyklus Thibaultové se zcela zřetelně rozpadá na dvě části, které se od sebe liší autorovu koncepcí. Prvních šest dílů bylo vydáno v rychlém sledu v letech 1922 až 1929 a jako kronika soukromého života měšťácké rodiny se pohybují především v psychologické a morální rovině. Autor v nich představuje jednotlivé postavy, popisuje prostředí v němž žijí a vyvíjejí se a zabývá se jejich osobními problémy.
Hned na začátku se seznamujeme s katolickou rodinou Thibaultů, které vládne megalomanský a bigotní otec Oskar Thibault. Dalšími členy rodiny jsou jeho dva synové, starší Antonín, lékař a pozitivista, který věří pouze v chladný rozum a sní o tom, že se stane slavným vědcem, a Jakub, který má vzpurného a nepokořitelného ducha nenávidějícího násilí. Zatímco Antonínův život plyne poklidně, dochází mezi otcem a Jakubem ke dvěma velkým střetnutím, které Jakub řeší ve svých čtrnácti letech útěkem z domova. V postavě Oskara Thibaulta vytvořil Roger Martin du Gard plastický a psychologicky propracovaný portrét představitele katolického dogmatismu a tvrdého autoritářství, který neváhá dát svého syna Jakuba do polepšovny, kterou sám založil, aby jej zlomil. Tento jeho až nenávistný vztah k Jakubovi není však jen výrazem biologicko-sociologického vztahu otce a syna, ale má základ v Oskarově charakteru, odmítajícím všechno, co se vzpírá nehybnému konformismu. Po návratu z polepšovny se z Jakuba stává mlčenlivý a nejistý mladík, který se na rozdíl od svého bratra necítí nikde na pevné půdě.
Souběžně s osudy rodiny Thibaultů se rozvíjejí osudy rodiny de Fontaninů, osvícenských protestantů. Té vládne vlídná paní de Fontanin, která, opuštěna manželem, vášnivě miluje své dvě děti, Daniela a Jenny. Daniel je svou povahou podobný Jakubovi, ovšem je poněkud zdrženlivější a mírnější. Jenny, na první pohled odměřená a chladná, je však po matce velice citlivá a něžná. Na tomto základě pak Roger Martin du Gard rozvíjí složité vztahy svých hrdinů, jejich milostné problémy, přátelství Jakuba a Daniela a Jakubův komplikovaný vztah k Jenny.
V závěrečném díle této „první“ části cyklu, v Otcově smrti jsme svědkem umírání Oskara Thibaulta. Jsme ale překvapeni, s jakou houževnatostí se tento fanatický katolík brání smrti, namísto toho, aby se vyrovnaně rozloučil s tímto světem. Nikdy se sice nedovíme, jestli opravdu věřil v posmrtný život, ale přesvědčujeme se, že by za něj nevyměnil ani to největší utrpení na zemi. Zjišťujeme tak, že za pevnou jistotou Oskara Thibaulta se skrývá nejistota, strach ze stárnutí, z vlastní osamocenosti a ze smrti. Postava jevící se zprvu jen v negativním světle, vyvolává tak nyní soucit.

## Léto 1914 a Epilog
Zhruba kolem roku 1931 došlo u Rogera Martina du Garda ke změně koncepce cyklu. Nástup fašismu a nebezpečí nového válečného konfliktu jej dovedlo k přesvědčení, že se nemůže věnovat jen líčení izolovaných citových a morálních problémů svých hrdinů, protože člověk je součástí společnosti, která ovlivňuje jeho osud. Proto spálil již hotový sedmý díl s názvem Příprava (L'Appareillage) a napsal díl nový, Léto 1914, ve kterém problémy individuálních úzkostí ustoupily do pozadí před politickými a sociálními problémy. První světová válka, která měla být v původní koncepci jen stručnou epizodou, se tak stala vrcholným bodem díla, ve kterém jsou sedmý a závěrečný osmý svazek z roku 1940 delší než prvních šest částí dohromady.
V sedmém díle cyklu, nazvaném Léto 1914, je podána v celé své složitosti dramatická historie Francie v době pěti týdnů, které oddělovaly atentát na Františka Ferdinanda d'Este od vypuknutí války. Autor zde vytváří bohatý a pestrý obraz politického a ideologického chaosu a vření ve francouzské společnosti. Zastánci nacionalismu jsou konfrontováni se socialistickými internacionalisty, anarchistické revoluční tendence s názory humanistických reformistů, válkychtivost zfanatizovaných šovinistů s tolstojovským pacifismem. Jediným světlým bodem v této době, kdy se připravuje tragédie evropských národů, je konečné shledání Jakuba a Jenny.
Samotná postava Jakuba se vyvíjí – od individuální revolty proti rodině směřuje Jakub takřka logicky k revoluční činnosti a v řadách socialistů bojuje za záchranu míru. Nakonec se rozhodně k zoufalému činu, o němž je přesvědčen, že může ukončit začínající válečnou katastrofu. Chce po obou stranách fronty shodit z letadla pacifistické letáky s výzvou, aby vojáci odhodili své zbraně. Letadlo však havaruje. Těžce zraněný Jakub je považován za německého špiona a při ústupu francouzských oddílů ho zastřelí jeho vlastní krajan. Jeho smrt je sice hrdinská, ale zbytečná, absurdní a beznadějná. Jakub zemřel, aniž dokázal vyřešit své vlastní problémy, aniž porozuměl sám sobě.
Hrdinou závěrečného dílu celého cyklu s příznačným názvem Epilog je Antonín, který se sice dožil konce války, ale postupně umírá v sanatoriu na důsledky zasažení yperitem, když působil na frontě jako vojenský lékař. Jde však o Antonína úplně jiného, než na jakého jsme byli zvyklí z předcházejících dílů. Tváří tvář smrti opouští Antonín svůj chladný pozitivismus ve prospěch nekonečného humanismu. Vidí, že skončila jedna epocha, že skončily naděje jedné generace, která už nemůže splnit to, co si předsevzala, a obrací se tedy do budoucnosti, kterou pro něj ztělesňuje syn Jakuba a Jenny Pavlík. Rodina válečnou katastrofu nepřežila, ale přežily ji Jakubovy názory, že válka je ničitelkou všech hodnot a všeho životodárného, a Jenny je rozhodnuta zasvětit svůj život tomu, aby jim Pavlíka neodcizila. Roger Martin du Gard tak svým dílem předává poselství o tom, že válka není exaltací ctností, ale obecnou tragédií, jejíž příčiny netkví v nezměnitelné osudovosti, nýbrž v lidech samých, kteří z ideálů jako je Vlast, Svoboda a Spravedlnost vytvářejí idoly, za nimiž se skrývá agresivní nacionalismus a kořistnické zájmy.

## Česká vydání
- Rodina Thibaultů I. – VI., František Topič, Praha 1930–1933, přeložili František Jelínek a Hanuš Jelínek, znovu 1937,
- Rodina Thibaultů VII. – Léto 1914, František Topič, Praha 1937–1938, přeložili František Jelínek a Hanuš Jelínek,
- Thibaultové, SNKLHU, Praha 1959, přeložil Břetislav Štorm, všech osm částí ve třech svazcích, znovu Odeon, Praha 1967.